# Giovanni Galeazzo Bossi
Giovanni Galeazzo Bossi, II marchese di Musso (Milano, 24 giugno 1619 – Milano, 6 luglio 1684), è stato un nobile e politico italiano.

## Biografia
Figlio primogenito di Fabrizio Bossi o Bossio, I marchese di Musso, e di sua moglie, la nobile genovese Laura Fregoso, marchesa di Gavi, Giovanni Galeazzo Bossi nacque a Milano nel 1621. Su sprone del padre venne avviato alla carriera forense, studiando e laureandosi in legge all'Università di Pavia.
Nel 1644 venne ammesso al collegio dei giureconsulti di Milano e nel 1648 venne nominato uditore generale delle milizie foresi per la notevole abilità dimostrata nel suo campo. In quello stesso anno divenne anche decurione nel consiglio generale di Milano. Nel 1651 venne nominato consultore del tribunale della Santa Inquisizione per la città di Milano.
Nel 1652 venne designato quale vice-vicario di provvisione e, l'anno successivo, ottenne la carica di vicario che già suo padre aveva ricoperto mezzo secolo prima. Dal 1654 e per due mandati di biennio, fu giudice del gallo e dal 17 luglio 1664 fu capitano di giustizia. Dal 1672 fu giudice fiscale. Il 7 settembre 1673, Carlo II di Spagna lo nominò senatore del senato di Milano ed il 6 giugno 1682 fu podestà a Pavia. Rieletto decurione del consiglio cittadino di Milano, rimase in tale carica sino alla sua morte avvenuta il 6 luglio 1684.
Oltre alle sue dissertazioni in materia di legge, lasciò uno scritto dal titolo Phoebus - Panegyrica dictio de Daniele Comite Patritio Medioalensi data alle stampe a Milano nel 1636. Suo pronipote sarà Cesare Brivio Sforza, VIII marchese di Santa Maria in Prato che pure ricoprirà la carica di vicario di provvisione a Milano.

## Matrimonio e figli
Giovanni Galeazzo Bossi sposò la marchesa Angela Apollonia Ordogno de Rosales. Tra i figli che ebbe la coppia figurano:
- Laura (1664-1724), sposò il 3 luglio 1688 il nobile Cesare Brivio, marchese di Santa Maria in Prato
- Fabrizio Benigno, III marchese di Musso (1667-), sposò Silvia Fossani
- Simone, decurione  i sessanta decurioni di Milano

## Genealogia
|                                               |                                      |                           | Genitori                  |  |  | Nonni |  |  | Bisnonni       |  |  | Trisnonni     |  |
|                                               |                                      |                           |                           |  |  |       |  |  | Fabrizio Bossi |  |  | Antonio Bossi |  |
|                                               |                                      |                           |                           |  |  |       |  |  | Fabrizio Bossi |  |  | Antonio Bossi |  |
|                                               |                                      | ?                         |                           |  |  |       |  |  | Fabrizio Bossi |  |  |               |  |
| Simone Bossi                                  |                                      |                           |                           |  |  |       |  |  | Fabrizio Bossi |  |  |               |  |
|                                               |                                      | ?                         | ?                         |  |  |       |  |  |                |  |  |               |  |
|                                               |                                      | ?                         | ?                         |  |  |       |  |  |                |  |  |               |  |
|                                               |                                      | ?                         | ?                         |  |  |       |  |  |                |  |  |               |  |
| Fabrizio Bossi, I marchese di Musso           |                                      | ?                         |                           |  |  |       |  |  |                |  |  |               |  |
|                                               |                                      | Massimiliano Calvi        | ?                         |  |  |       |  |  |                |  |  |               |  |
|                                               |                                      | Massimiliano Calvi        | ?                         |  |  |       |  |  |                |  |  |               |  |
|                                               |                                      | Massimiliano Calvi        | ?                         |  |  |       |  |  |                |  |  |               |  |
| Angela Calvi                                  |                                      | Massimiliano Calvi        |                           |  |  |       |  |  |                |  |  |               |  |
|                                               |                                      | ?                         | ?                         |  |  |       |  |  |                |  |  |               |  |
|                                               |                                      | ?                         | ?                         |  |  |       |  |  |                |  |  |               |  |
|                                               |                                      | ?                         | ?                         |  |  |       |  |  |                |  |  |               |  |
| Giovanni Galeazzo Bossi, II marchese di Musso |                                      | ?                         |                           |  |  |       |  |  |                |  |  |               |  |
|                                               | Girolamo Fregoso, I marchese di Gavi | Giovanni Battista Fregoso |                           |  |  |       |  |  |                |  |  |               |  |
|                                               | Girolamo Fregoso, I marchese di Gavi | Giovanni Battista Fregoso |                           |  |  |       |  |  |                |  |  |               |  |
|                                               | Girolamo Fregoso, I marchese di Gavi | Marzia Fregoso            |                           |  |  |       |  |  |                |  |  |               |  |
| Orazio Fregoso, II marchese di Gavi           | Girolamo Fregoso, I marchese di Gavi |                           |                           |  |  |       |  |  |                |  |  |               |  |
|                                               |                                      | Ippolita Giustiniani      | Niccolò Giustiniani       |  |  |       |  |  |                |  |  |               |  |
|                                               |                                      | Ippolita Giustiniani      | Niccolò Giustiniani       |  |  |       |  |  |                |  |  |               |  |
|                                               |                                      | Ippolita Giustiniani      | ?                         |  |  |       |  |  |                |  |  |               |  |
| Laura Fregoso, III marchesa di Gavi           |                                      | Ippolita Giustiniani      |                           |  |  |       |  |  |                |  |  |               |  |
|                                               |                                      | Gian Galeazzo Fregoso     | Giovanni Battista Fregoso |  |  |       |  |  |                |  |  |               |  |
|                                               |                                      | Gian Galeazzo Fregoso     | Giovanni Battista Fregoso |  |  |       |  |  |                |  |  |               |  |
|                                               |                                      | Gian Galeazzo Fregoso     | Marzia Fregoso            |  |  |       |  |  |                |  |  |               |  |
| Lavinia Fregoso                               |                                      | Gian Galeazzo Fregoso     |                           |  |  |       |  |  |                |  |  |               |  |
|                                               |                                      | Laura Giudice             | Giovanni Battista Giudice |  |  |       |  |  |                |  |  |               |  |
|                                               |                                      | Laura Giudice             | Giovanni Battista Giudice |  |  |       |  |  |                |  |  |               |  |
|                                               |                                      | Laura Giudice             | ?                         |  |  |       |  |  |                |  |  |               |  |
|                                               |                                      | Laura Giudice             |                           |  |  |       |  |  |                |  |  |               |  |